# Knitting Factory Records
Knitting Factory Records è un'etichetta discografica indipendente americana, fondata nel 1998, con sede a New York. L'etichetta è specializzata in Alternative rock, Rock, Musica sperimentale, Afrobeat, e promuove artisti e gruppi indipendenti tra i quali il defunto attivista politico nigeriano Fela Kuti.

## Storia
L'etichetta è nata nel 1998 come spin-off della catena di night club alternativi statunitensi Knitting Factory, con Thomas Chapin come primo artista scritturato secondo quanto riportato dal New York Times.
Negli ultimi 20 anni l'etichetta si è occupata della promozione di artisti indipendenti come gli Hasidic New Wave, gruppo di musicisti ebrei e mussulmani senegalesi, Ages and Ages, Ash Black Bufflo, Cuong Vu, Graham Haynes, Femi Kuti, Gary Lucas, Lumerians, Patrolled By Radar, Joe Morris, Rachid Taha, Seun Kuti e Shilpa Ray and her Happy Hookers.
Nel 2008 Morgan Margolis, CEO della Knitting Factory Entertainment, ha contattato Tim Putnam della Partisan Records mentre questi lavorava come responsabile notturno per il Knitting Factory di Leonard St. a Manhattan, per formare una partnership strategica tra le due etichette: insieme hanno ristampato nel gennaio del 2011 il catalogo di Fela Kuti gestito dalla Universal Music Group in Nord America tra il 2009 e il 2011. La musica di Fela Kuti è diventata sempre più popolare dalla sua morte avvenuta nel 1997, ispirando anche un musical di Broadway sulla sua vita dal titolo Fela!.
I due figli Seun Kuti e Femi Kuti sono musicisti a loro volta, pubblicati sempre dalla Knitting Factory Records

## Lista degli artisti della Knitting Factory Records
- Ages and Ages[5]
- Ash Black Bufflo
- Thomas Chapin[1]
- Graham Haynes[7]
- Fela Kuti[3]
- Femi Kuti
- Seun Kuti
- Gary Lucas[8]
- Lumerians
- Joe Morris
- Patrolled By Radar
- Shilpa Ray and Her Happy Hookers
- Rachid Taha
- Cuong Vu[6]
- Bill Ware[16]